# Discografia di Liberato
La discografia di Liberato, cantautore e produttore discografico italiano, è costituita da tre album in studio, una colonna sonora, sedici singoli e venti video musicali (inclusi quelli come artista ospite), pubblicati dal 2017.

## Album

### Album in studio
| Anno | Titolo | Classifiche | Certificazioni     |
| Anno | Titolo | ITA         | Certificazioni     |
| ---- | --- | ----------- | ------------------ |
| 2019 | Liberato - Pubblicato: 9 maggio 2019 - Etichetta: Auto-edito - Formati: CD, download digitale, LP, streaming       | 3           | - ITA: Platino (2) |
| 2022 | Liberato II - Pubblicato: 9 maggio 2022 - Etichetta: Auto-edito - Formati: CD, download digitale, LP, streaming    | 10          | - ITA: Oro         |
| 2025 | Liberato III - Pubblicato: 1º gennaio 2025 - Etichetta: Auto-edito - Formati: CD, download digitale, LP, streaming | 9           |                    |

### Colonne sonore
| Anno | Titolo                                                                                             | Classifiche |
| Anno | Titolo                                                                                             | ITA         |
| ---- | -------------------------------------------------------------------------------------------------- | ----------- |
| 2020 | Ultras - Pubblicato: 23 marzo 2020 - Etichetta: Auto-edito - Formati: download digitale, streaming | 30          |

## Singoli

### Come artista principale
| Anno                                                         | Titolo                                | Classifiche | Certificazioni     | Album di provenienza |
| Anno                                                         | Titolo                                | ITA         | Certificazioni     | Album di provenienza |
| ------------------------------------------------------------ | ------------------------------------- | ----------- | ------------------ | -------------------- |
| 2017                                                         | Nove maggio                           | 85          | - ITA: Platino     | Liberato             |
| 2017                                                         | Tu t'e scurdat' 'e me                 | 71          | - ITA: Platino (2) | Liberato             |
| 2017                                                         | Gaiola portafortuna                   | —           |                    | /                    |
| 2018                                                         | Me staje appennenn' amò               | 32          | - ITA: Platino (2) | Liberato             |
| 2018                                                         | Intostreet                            | 67          | - ITA: Oro         | Liberato             |
| 2018                                                         | Je te voglio bene assaje              | 68          | - ITA: Oro         | Liberato             |
| 2020                                                         | We Come from Napoli (con 3D e Gaika)  | 92          |                    | Ultras               |
| 2020                                                         | 'O core nun tene padrone (con 3D)     | 65          |                    | Ultras               |
| 2021                                                         | E te veng' a piglià                   | 47          | - ITA: Platino     | /                    |
| 2021                                                         | Je 'o tteng e t'o ddòng' (con Bawrut) | —           |                    | /                    |
| 2023                                                         | 'O Dj (Don't Give Up)                 | —           |                    | /                    |
| 2023                                                         | 'O core nun tene padrone (1926 mix)   | —           |                    | /                    |
| 2024                                                         | Lucia (Stay with Me)                  | 40          |                    | Liberato III         |
| 2025                                                         | Viennarì                              | 97          |                    | /                    |
| "—" indica una pubblicazione non classificata in quel paese. |                                       |             |                    |                      |

### Come artista ospite
| Anno | Titolo                                         | Classifiche | Album di provenienza |
| Anno | Titolo                                         | ITA         | Album di provenienza |
| ---- | ---------------------------------------------- | ----------- | -------------------- |
| 2021 | Chiagne ancora (Ghali feat. Liberato e J Lord) | 76          | /                    |
| 2024 | Sbagli e te ne vai (Co'Sang feat. Liberato)    | 27          | Dinastia             |

## Altri brani entrati in classifica e/o certificati
| Anno | Titolo                 | Classifiche | Certificazioni | Album di provenienza |
| Anno | Titolo                 | ITA         | Certificazioni | Album di provenienza |
| ---- | ---------------------- | ----------- | -------------- | -------------------- |
| 2019 | Oi Marì                | 26          | - ITA: Oro     | Liberato             |
| 2019 | Gaiola                 | 90          |                | Liberato             |
| 2019 | Tu me faje ascì pazz'  | 29          | - ITA: Oro     | Liberato             |
| 2019 | Guagliò                | 47          |                | Liberato             |
| 2019 | Nunn'a voglio 'ncuntrà | 62          |                | Liberato             |
| 2019 | Niente                 | 49          |                | Liberato             |
| 2022 | Partenope              | 17          | - ITA: Platino | Liberato II          |
| 2022 | Nun ce penzà           | 84          |                | Liberato II          |

## Video musicali
| Anno | Titolo                              | Regista/i                    |
| ---- | ----------------------------------- | ---------------------------- |
| 2017 | Nove maggio                         | Francesco Lettieri           |
| 2017 | Tu t'e scurdat' 'e me               | Francesco Lettieri           |
| 2017 | Gaiola portafortuna                 | Francesco Lettieri           |
| 2018 | Me staje appennenn' amò             | Francesco Lettieri           |
| 2018 | Intostreet                          | Francesco Lettieri           |
| 2018 | Je te voglio bene assaje            | Francesco Lettieri           |
| 2019 | Oi Marì                             | Francesco Lettieri           |
| 2019 | Tu me faje ascì pazz'               | Francesco Lettieri           |
| 2019 | Guagliò                             | Francesco Lettieri           |
| 2019 | Nunn'a voglio 'ncuntrà              | Francesco Lettieri           |
| 2019 | Niente                              | Francesco Lettieri           |
| 2020 | We Come from Napoli                 | Francesco Lettieri           |
| 2021 | E te veng' a piglià                 | Enea Colombi                 |
| 2021 | Chiagne ancora                      | Argo                         |
| 2021 | Je 'o tteng e t'o ddòng'            | —                            |
| 2022 | Partenope                           | Francesco Lettieri           |
| 2023 | 'O core nun tene padrone (1926 mix) | Francesco Lettieri           |
| 2024 | Lucia (Stay with Me)                | Lorenzo "LRNZ" Ceccotti      |
| 2024 | Sbagli e te ne vai                  | Nicolò "degio383" De Giorgis |
| 2025 | Viennarì                            | Francesco Lettieri           |